# Malden (île)
Pour les articles homonymes, voir Malden.
Malden, parfois appelée île Indépendante au XIXe siècle, en anglais Malden Island, est une île aride et inhabitée dans l'océan Pacifique central, d'environ 39 km2 de superficie. Elle fait partie des îles de la Ligne appartenant à la république des Kiribati.
L'île est principalement connue pour ses « mystérieuses » ruines préhistoriques, ses grandes ressources en guano (exploitées par des intérêts australiens de 1860 à 1927), pour avoir été l'emplacement du premier essai thermonucléaire britannique de l'opération Grapple en mai 1957, suivi de 2 autres essais eux aussi en altitude. L'île est connue également pour son importance comme zone protégée pour les oiseaux.

## Histoire

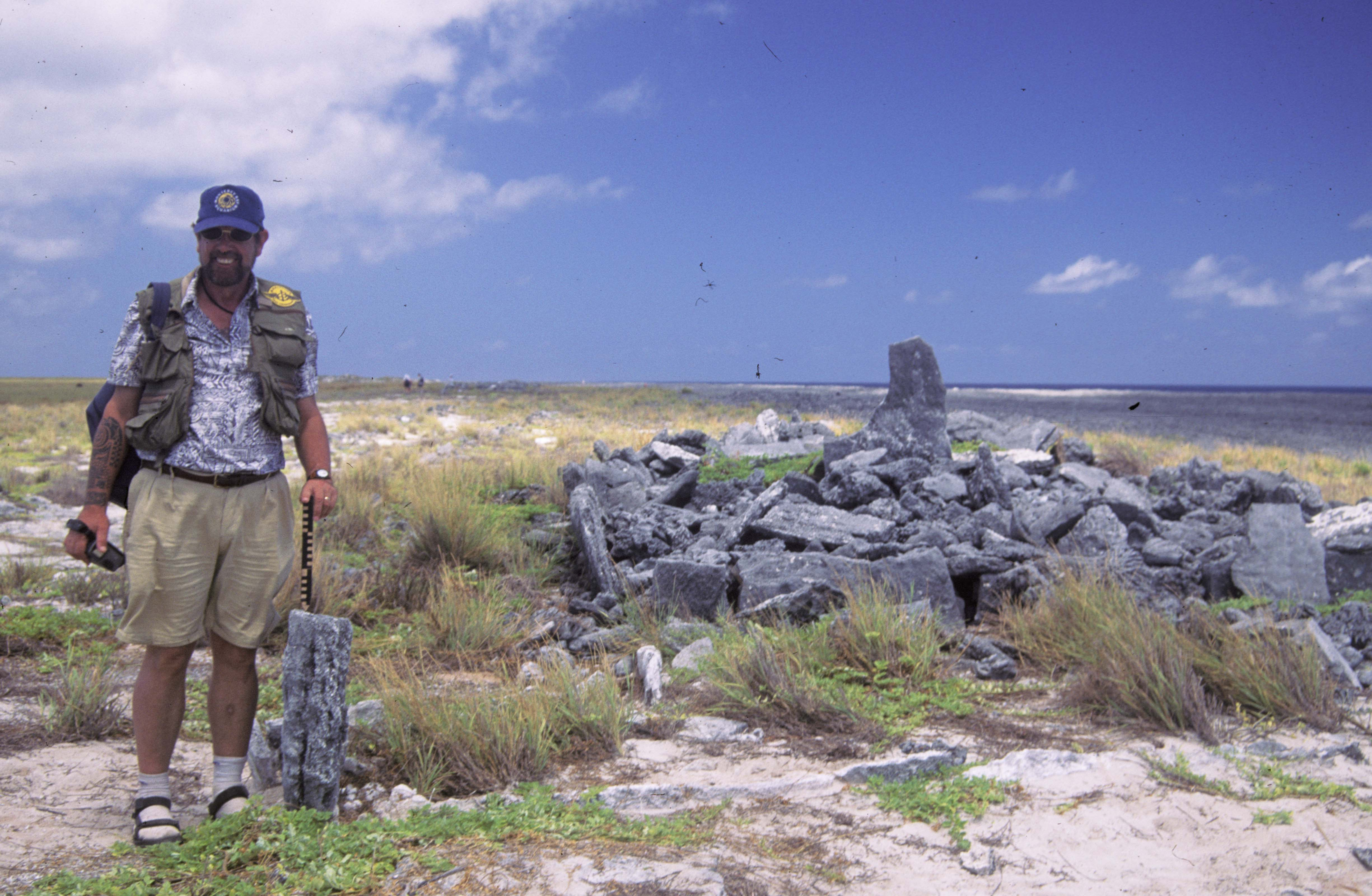
Archéologue à proximité de ruines.

Au moment de sa découverte (30 juillet 1825), Malden s'est avéré inhabité, mais les restes de temple et d'autres structures ont indiqué que l'île avait été habitée. Ces ruines ont été attribuées tantôt à des marins échoués, des boucaniers, aux Incas sud-américains, aux premiers navigateurs chinois, etc. En 1924, les ruines de Malden ont été examinées par un archéologue du musée Bishop d'Honolulu, Kenneth Emory, qui a conclu qu'elles étaient la création d'une petite population polynésienne qui avait résidé là pendant peut-être plusieurs générations quelques siècles plus tôt.
Les antiques structures en pierre sont situées autour des plages, principalement du nord et du sud. Un total de 21 emplacements archéologiques ont été découverts, trois d'entre eux (du côté du nord-ouest de l'île) sont plus grands que les autres. Ces emplacements incluent des plates-formes de temple, appelées des marae, des emplacements de maison, et des tombes. Les comparaisons avec les structures en pierre sur des atolls de Tuamotu prouvent qu'une population entre 100 et 200 indigènes pourrait avoir construit toutes les structures de Malden. Des maraes d'un type semblable ont été trouvés à Raivavae, une des Îles Australes. Divers puits employés par ces anciens habitants sont aujourd'hui secs, ou saumâtres.
En mai et juin 1957, trois essais nucléaires sont menés par le Royaume-Uni dans le cadre de l'opération Grapple.